# Acryptolaria elegans
Acryptolaria elegans är en nässeldjursart som först beskrevs av George James Allman 1877.  Acryptolaria elegans ingår i släktet Acryptolaria och familjen Lafoeidae. Inga underarter finns listade i Catalogue of Life.